# Биртал
Биртал (каз. Біртал) — село в Есильском районе Акмолинской области Казахстана. Входит в состав Интернационального сельского округа. Код КАТО — 114839300.

## География
Село расположено в 75 км на юго-запад от районного центра города Есиль, в 20 км на юго-запад от центра сельского округа — села Интернациональное.

## Население
В 1989 году население села составляло 529 человек (из них русских 52%).
В 1999 году население села составляло 472 человека (235 мужчин и 237 женщин). По данным переписи 2009 года в селе проживало 230 человек (115 мужчин и 115 женщин).